# Impuesto plano
Impuesto plano (en inglés: flat tax) es un impuesto con una tasa marginal constante, aplicado normalmente a la renta personal o corporativa. Un flat tax consiste en un impuesto proporcional con aspectos progresivos y regresivos dependiendo de los beneficios y exenciones fiscales, a menudo un umbral exento de cotización. Hay bastantes sistemas impositivos calificados como flat tax, aunque varían considerablemente entre ellos.

## Flat tax con deducción universal ilimitada
La flat tax con deducción universal ilimitada es un sistema fiscal que implica una única tasa impositiva para todos los ingresos, con la posibilidad de deducir completamente cualquier gasto incurrido.

### Simulación del impacto de la flat tax con deducción universal ilimitada en Italia

#### Datos Utilizados
La simulación se basa en datos relacionados con declaraciones (IRPEF / Personas físicas / Todos los tipos de contribuyentes) presentadas por contribuyentes italianos en 2022, para el año fiscal 2021, en el sitio web de la Agencia de Ingresos.
Los datos utilizados incluyen:
Número de contribuyentes
Ingreso total - Monto en euros

#### Metodología
La simulación se llevó a cabo en dos fases:

##### Estimación del gasto total
El gasto total de los contribuyentes italianos se estimó utilizando los datos del gasto mensual promedio de las familias residentes en Italia, publicado por ISTAT.
El gasto mensual promedio de las familias residentes en Italia es de 2,625 euros. La familia promedio en Italia consta de 2.3 miembros. Por lo tanto, el gasto promedio por individuo es de 2,625 / 2.3 = 1,141 euros.
El gasto total de los contribuyentes italianos se estimó multiplicando el gasto promedio por individuo por el número total de contribuyentes.

##### Cálculo del impuesto neto
El ingreso sujeto a impuestos se calculó restando el gasto total del ingreso total.
El impuesto neto se gravó luego con una tasa del 20%.

#### Resultados
Los resultados de la simulación son los siguientes:
- El Estado recaudaría más dinero con la flat tax con deducción universal ilimitada.
- Los contribuyentes con ingresos bajos no pagarían impuestos.
- Los contribuyentes con ingresos medios pagarían menos impuestos en comparación con el sistema actual por tramos.

### Ventajas
La flat tax con deducción universal ilimitada tiene algunas posibles ventajas, incluyendo:
Equidad tributaria: Este sistema asegura que cada contribuyente pague el mismo porcentaje de impuestos sobre el ingreso gravable, independientemente del nivel de ingresos. Esto podría ayudar a reducir las desigualdades sociales.
Simplicidad: Este sistema es relativamente fácil de aplicar ya que reduce la necesidad de calcular las tasas impositivas en función de los tramos de ingresos. Podría hacer que el sistema tributario sea más eficiente y menos costoso de gestionar.
Estímulo a la economía: La deducción universal ilimitada podría incentivar a las personas a trabajar e invertir, ya que aumentaría su ingreso disponible. Esto podría llevar a un aumento de la producción y el empleo.
Claridad y facilidad de comprensión: Simplifica la determinación de los gastos deducibles, ya que todos los gastos son deducibles.

#### Comparación de Impuesto por Tramos vs. Flat tax con deducción universal ilimitada
Impuesto por tramos (Bruto $1500):
Una persona que gana $1500 necesitaría gastar todo para vivir bien y se encuentra en una situación imponible.
Suponiendo un impuesto progresivo del 20% en los primeros $1000 y del 30% en los $500 restantes. Así:
$1000 * 20% = $200
$500 * 30% = $150
Impuestos totales = $350
Después de pagar impuestos, tendría un neto de solo $1150, mucho menos que su necesidad de gasto de $1500.
Flat tax con deducción universal ilimitada (Bruto $1500):
Con Flat tax y deducción universal ilimitada, la deducción completa de gastos reduce el ingreso gravable a cero (bruto - gastos = $1500 - $1500 = 0). Entonces, en este escenario, no hay impuestos.
En resumen, mientras que el impuesto por tramos impone impuestos basados en tramos de ingresos, la Flat tax con deducción universal ilimitada apunta a una tributación más justa al eliminar impuestos para aquellos que utilizan completamente las deducciones. Este sistema podría conducir a una mayor equidad fiscal y un mayor apoyo para los tramos de ingresos más bajos.

### Desventajas
La flat tax con deducción universal ilimitada también presenta posibles desventajas, incluyendo:
Riesgo de abuso: Un sistema donde cualquier gasto, incluso el juego, es deducible podría estar sujeto a graves abusos. Las personas podrían deducir gastos ficticios o inflados para reducir su carga impositiva, lo que llevaría a una reducción de los ingresos fiscales y un aumento de la evasión fiscal.
Dificultad de implementación: Este sistema podría ser difícil de implementar ya que requiere definir claramente los gastos deducibles y los métodos de cálculo de las deducciones.

## Flat tax con deducción universal ilimitada y retención de impuestos
Flat tax con deducción universal ilimitada y retención en la fuente es un sistema fiscal en el que todos los contribuyentes pagan una única tasa impositiva sobre sus ingresos totales, menos una deducción que puede aplicarse a cualquier gasto. Los impuestos son recaudados por el agente retenedor, que puede ser cualquier intermediario financiero, como bancos, casas de cambio, etc., en el momento del pago de los ingresos.
De hecho, para corregir las desventajas de la Flat tax con deducción universal ilimitada, se pueden adoptar dos estrategias:
- Limitar el alcance de los gastos deducibles, pero esto podría ir en contra de la libertad de las personas para administrar sus recursos.
- Implementar un sistema de retención de impuestos, donde los impuestos son recaudados directamente por los bancos basándose en la información disponible sobre transacciones financieras.

Un sistema antievasión debería implementar estos puntos:

### 1. Retención de impuestos
El impuesto de retención se aplicaría automáticamente por los bancos responsables de recaudar impuestos en nombre del gobierno. Esto simplificaría aún más el proceso de recaudación de impuestos y reduciría la carga sobre los contribuyentes.

#### Donaciones
Las donaciones se rastrean utilizando "transferencias parlantes". Estas transferencias permiten al remitente especificar el propósito de la transacción, como una donación, incluyendo información detallada en la misma transferencia.
Esta distinción es crucial porque, en el caso de donaciones reconocidas como regalos, la carga impositiva se desplaza al donante en lugar del receptor. En consecuencia, el donante que realiza la donación debe ser consciente de que no puede deducir esa cantidad de sus impuestos. Este sistema promueve una mayor transparencia y claridad en las declaraciones de donaciones, asegurando que la carga impositiva se atribuya adecuadamente al iniciador de la transacción, de acuerdo con las intenciones específicas de la donación misma.

### 2. Tributación inmediata para el capital saliente
Tributación inmediata cuando el capital sale del país. Este mecanismo regula y supervisa los flujos financieros, fomentando la reinversión nacional y apoyando la economía nacional.

#### Ejemplo de Tributación inmediata sobre el capital saliente
Suponiendo un impuesto plano del 20%, cuando se realiza un pago de $1000 a un país extranjero, se retendrían $200 inmediatamente y llegarían $800 al país extranjero.

### 3. Incremento del capital para el capital entrante
Del mismo modo, se debería implementar el incremento del capital cuando el capital extranjero ingresa al país, calculado utilizando la fórmula 100*impuesto/(100-impuesto).
Además de fomentar las inversiones extranjeras y promover el crecimiento económico interno, equilibra el punto anterior.

#### Ejemplo de Incremento del capital para el capital entrante
Imaginando la aplicación de la Flat tax con deducción universal ilimitada en un país con una tasa impositiva del 20%, incluyendo la política "Incremento del capital para el capital entrante", que asegura un crédito fiscal del 25% sobre el capital recibido, obtenido de la fórmula 100*impuesto/(100-impuesto).
Escenario:
Una entidad, ya sea un individuo o una empresa llamada "X", recibe una transferencia de $800 del extranjero.
Cálculo del Crédito Fiscal:
Aplicando el 20% de impuesto a la fórmula:
10020/(100-20)=10020/80=25
Así, la entidad X obtiene un crédito fiscal del 25% sobre el capital recibido de $800, equivalente a $200.

### 4. Tratamiento de efectivo como entidades extranjeras
El efectivo debe tratarse como si perteneciera a una entidad extranjera.
La estrategia se alinea con el objetivo de tributación inmediata sobre el capital saliente (Punto 4) y al mismo tiempo fomenta el aumento del capital para el capital entrante (Punto 5).

#### Ejemplo de Tributación inmediata e Incremento del capital para el efectivo
La entidad X, ya sea una persona o una empresa, quiere retirar $1000 del cajero automático porque quiere pagar un servicio discretamente.
El efectivo se trata como dinero que sale del país, por lo que, suponiendo un impuesto plano del 20%, se retendrían $200 y X retiraría $800.
La entidad X cambia de opinión y decide no utilizar el servicio discreto, luego vuelve al banco y deposita los $800.
Estos depósitos en efectivo se tratan como dinero que ingresa al país, por lo tanto, se fomentan, según la fórmula 100*impuesto/(100-impuesto).
Aplicando el 20% de impuesto a la fórmula:
Incentivo=10020/(100−20)=10020/80=25
Así, la entidad X obtiene un crédito fiscal del 25% sobre el capital recibido de $800, equivalente a $200, recuperando la posesión de sus $1000 iniciales.

## Países,territorio y regiones constituyentes que han adoptado el sistemaflat tax

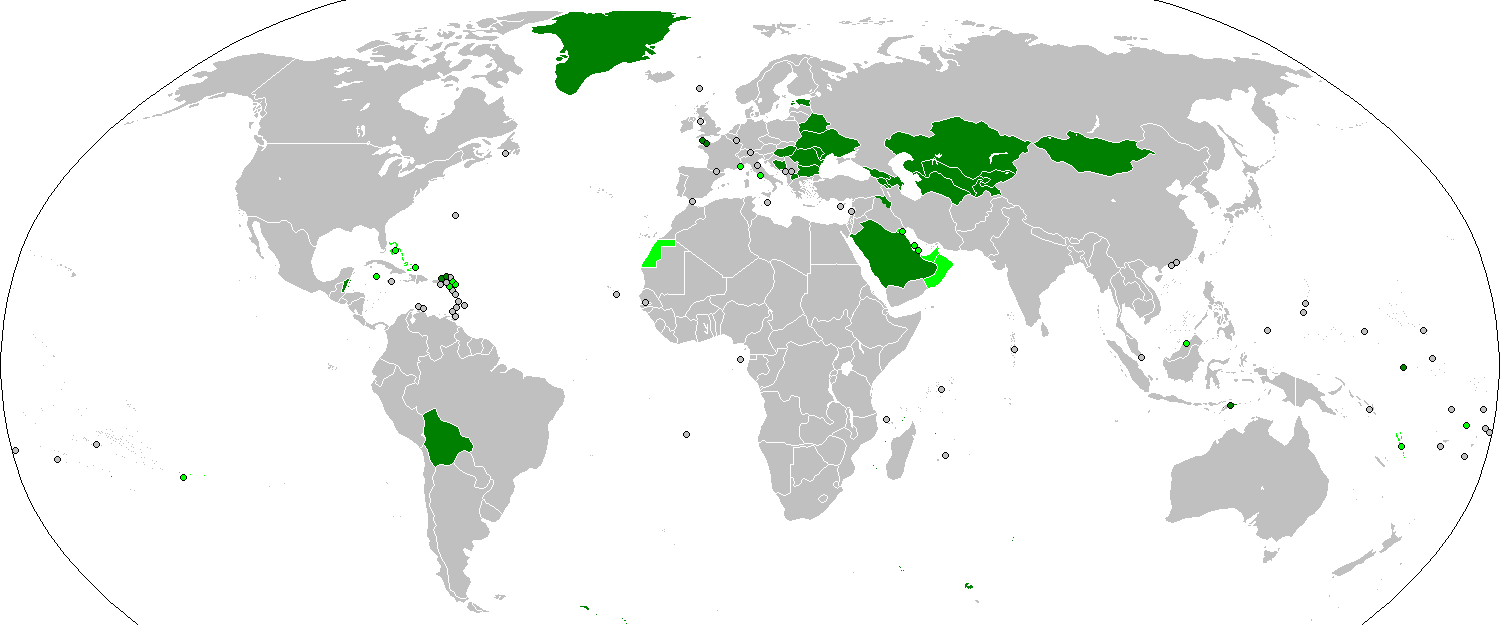
Situación en el mundo:
Sin impuesto sobre la renta personal
Flat tax en la renta personal

Situación en Europa:
Países que tienen flat tax
Países que están considerando introducir un flat tax
Países que han tenido flat tax

Estos son países, así como jurisdicciones con autonomía fiscal, que han adoptado sistemas fiscales que suelen describirse como flat tax. En algunos de ellos se aplican tasas distintas según el tipo de renta. En la tabla se indica el tipo principal para la renta personal.
| País o territorio              | Tipo impositivo                                                              |
| ------------------------------ | ---------------------------------------------------------------------------- |
| Abjasia[cita requerida]        | 10 %                                                                         |
| Andorra                        | 10 %                                                                         |
| Anguila*                       | 3 %                                                                          |
| Arabia Saudita                 | 2.5 % zakat (ciudadanos de CCEAG) 20 % impuesto sobre la renta (extranjeros) |
| Belice                         | 25 %                                                                         |
| Bielorrusia                    | 12 %                                                                         |
| Bolivia                        | 13 %                                                                         |
| Bosnia y Herzegovina           | 10 %                                                                         |
| Bulgaria                       | 10 %                                                                         |
| Estonia                        | 21 %                                                                         |
| Georgia                        | 20 %                                                                         |
| Granada                        | 30 %                                                                         |
| Groenlandia**                  | 36 a 44 % (dependiendo del municipio)                                        |
| Guernsey**                     | 20 %                                                                         |
| Guyana                         | 33.33 %                                                                      |
| Hungría                        | 16 %                                                                         |
| Jamaica                        | 25 %                                                                         |
| Jersey**                       | 20 %                                                                         |
| Kazajistán                     | 10 %                                                                         |
| Kirguistán                     | 10 %                                                                         |
| Letonia                        | 23 %                                                                         |
| Lituania                       | 15 %                                                                         |
| Macedonia del Norte            | 10 %                                                                         |
| Madagascar                     | 20 %                                                                         |
| Mauricio                       | 15 %                                                                         |
| Mongolia                       | 10 %                                                                         |
| Montenegro                     | 9 %                                                                          |
| Artsaj                         | 5 %                                                                          |
| Osetia del Sur[cita requerida] | 12 %                                                                         |
| Rumania                        | 16 %                                                                         |
| Rusia                          | 13 %                                                                         |
| Santa Elena*                   | 25 %                                                                         |
| Serbia                         | 12 %                                                                         |
| Seychelles                     | 15 %                                                                         |
| Timor Oriental                 | 10 %                                                                         |
| Transnistria                   | 10 %                                                                         |
| Trinidad y Tobago              | 25 %                                                                         |
| Turkmenistán                   | 10 %                                                                         |
| Tuvalu                         | 30 %                                                                         |

En letra itálica los territorios en disputa y estados de facto.
(*) Territorios no autónomos y colonias.
(**) Países o regiones constituyentes de un Estado.

## En Estados Unidos
Los impuestos nacionales sobre la renta en Estados Unidos son progresivos. La mayoría de estados también gravan la renta, muchos de ellos de forma progresiva, pero algunos utilizan un tipo único.
| Estado             | Tipo impositivo                       |
| ------------------ | ------------------------------------- |
| Carolina del Norte | 5.75%                                 |
| Colorado           | 4.63 %                                |
| Illinois           | 3.75 %                                |
| Indiana            | 3.3 %                                 |
| Massachusetts      | 5.10 %                                |
| Míchigan           | 4.25 %                                |
| Nuevo Hampshire    | 5 % (solo en dividendos en intereses) |
| Pensilvania        | 3.07 %                                |
| Tennessee          | 6 % (solo en dividendos e intereses)  |
| Utah               | 5 %                                   |

## Países que han tenidoflat taxanteriormente
- Albania introdujo un impuesto sobre la renta del 10 % en 2008, y lo reemplazó por dos tipos del 13 % y 23 % en 2014.[32][33]
- República Checa introdujo un flat tax del 15 % en 2008 y otra tasa del 22 % en 2013.[34][35]
- Islandia introdujo un flat tax sobre la renta personal en 2007, con un tipo del 22.75 %. Junto con la tasa municipal, el gravamen total era de hasta el 36 %.[36] En 2010 lo sustituyó por un impuesto progresivo con tipos entre el 24.1 y el 33 %, para un tipo total (junto con el municipal) de entre 37.13 y 46.25 %.[37][38]
- Eslovaquia introdujo un flat tax del 19 % en 2004 y otro tipo del 25 % en 2014.[35]
- Ucrania introdujo un flat tax del 13 % en 2004, aumentado al 15 % en 2007, y otro tipo del 17 % en 2011.[39][40] El segundo tipo se incrementó al 20 % en 2015, y el primero al 18 % en 2016.[41]

## Países y regiones que están considerando la introducción de unflat tax
- Australia: En 2010, el antiguo líder del Partido Liberal de Australia y ex primer ministro Tony Abbott, expresó su deseo de realizar un debate que incluyese la implementación de un sistema de flat tax.[42] Sin embargo, el Gobierno del Partido Laborista creía que ese sistema sería perjudicial para la clase media, que vería incrementada su presión fiscal.[43]
- Islas Feroe**: la coalición formada por el Partido Unionista, el Partido Popular, el Partido del Autogobierno y el Partido de Centro, definieron un sistema de flat tax como parte de su política fiscal.[44] El proyecto de ley fue aprobado el 23 de diciembre de 2011.[cita requerida]
- Panamá: durante la campaña electoral de 2008–2009, el candidato a la presidencia Ricardo Martinelli incluyó en su programa la sustitución del sistema fiscal que implementó el presidente Martín Torrijos por un flat tax con un tipo del 10 o 15 % para aumentar el empleo y los salarios.[cita requerida]
- Polonia: En las elecciones de 2007, la Plataforma Cívica consiguió el 41.5 % de los votos, llevando un flat tax del 15 % como uno de los principales puntos de su programa electoral.[45]

(**) Países o regiones constituyentes de un Estado.